# Camplong-d’Aude
Camplong-d’Aude település Franciaországban, Aude megyében. Lakosainak száma 385 fő (2022. január 1.). Camplong-d’Aude Fabrezan, Lagrasse, Moux és Ribaute községekkel határos.

## Népesség
A település népességének változása:
| Lakosok száma | 288  | 236  | 250  | 273  | 342  | 353  | 367  | 371  | 373  | 385  |
|               | 1968 | 1982 | 1990 | 2006 | 2013 | 2015 | 2017 | 2019 | 2020 | 2022 |